# Carlo De Cooman
Carlo De Cooman (Merelbeke, 28 juli 1935 ― Gent, 4 september 2021) was een Belgisch senator. 

## Levensloop
De Cooman, zoon van Pierre De Cooman en Henriette Volckaert, huwde met Andrea Volckaert (1939) met wie vijf kinderen kreeg. 
De Cooman was van beroep tuinbouwer. In 1967 was hij Prins Carnaval in Merelbeke.
Hij werd van 1977 tot 2000 voor de CVP gemeenteraadslid en van 1983 tot 1988 en van 1995 tot 2000 schepen van Merelbeke. Later werd hij ook nog ondervoorzitter van het Merelbeekse bestuursorgaan voor de culturele infrastructuur.
Hij werd in 1981 verkozen in de Senaat als rechtstreeks gekozen senator voor het kiesarrondissement Gent-Eeklo. Hij behield dit mandaat tot in 1985 en werd toen gecoöpteerd senator tot in 1991. In de periode december 1981-oktober 1985 had hij als gevolg van het toen bestaande dubbelmandaat ook zitting in de Vlaamse Raad. De Vlaamse Raad was vanaf 21 oktober 1980 de opvolger van de Cultuurraad voor de Nederlandse Cultuurgemeenschap, die op 7 december 1971 werd geïnstalleerd, en was de voorloper van het huidige Vlaams Parlement.  
Zijn zoon, Philippe De Cooman (1962), was in Merelbeke (op de voorlaatste plaats) kandidaat voor de gemeenteraadsverkiezingen van oktober 2012.